# Мануил Комнин Раул
Мануил Комнин Раул (на гръцки: Μανουήλ Κομνηνός Ῥαούλ) е византийски аристократ и сановник от втората половина на XIII век.
Член на аристократичното семейство Раули/Ралини, Мануил е син на протовестиарий Алексий Раул. Баща му е бил висш военен командир при никейския император Йоан III Ватаци (1222 – 1254), но изпаднал в немилост при наследника му Теодор II Ласкарис (1254 – 1258), който не се доверявал на аристокрацията и издигал мъже от скромен произход като Георги Музалон, който станал негов главен министър. Омъжването на една от сестрите на Мануил за брата на Георги, Андроник Музалон, по заповед на Теодор II Ласкарис се смята за обида и семейството става противник на императора, който в един момент нарежда всичките синове на Алексий Раул да бъдат хвърлени в затвора. В резултат на това след смъртта на Теодор II през 1258 г. семейство Раули активно подкрепя убийството на братята Музалони и последвалата узурпация на властта от Михаил VIII Палеолог.
Като награда Михаил VIII назначава най-големия син на Алексий, Йоан Раул Петралифа, за протовестиарий, докато Мануел става пинкерний. През 1276 г. Мануил е назначен за управител на Тесалия. Малко след това обаче той и брат му Исак се противопоставят на усилията на императора да постигне съюз на църквите и подкрепят антиуниатския патриарх Арсений Авториан. В резултат на това Мануил е арестуван през 1279 г., а през 1280 г. е ослепен и заточен в Кенхрей на река Скамандър.

## Цитирана литература
- ((en)) Kazhdan, Alexander (ed) (1991). The Oxford Dictionary of Byzantium. Oxford and New York: Oxford University Press, ISBN 0-19-504652-8, COBISS.BG-ID: 1107246820, https://archive.org/details/odb_20210521/mode/2up
- Macrides, Ruth. George Akropolites: The History – Introduction, Translation and Commentary.   Oxford, Oxford University Press, 2007. ISBN 978-0-19-921067-1.
- ((de)) Trapp, Erich; Beyer, Hans-Veit; Walther, Rainer et al. (1976–1996). Prosopographisches Lexikon der Palaiologenzeit. Wien: Verlag der Österreichischen Akademie der Wissenschaften, ISBN 3-7001-3003-1

|  | Тази страница частично или изцяло представлява превод на страницата Manuel Komnenos Raoul в Уикипедия на английски. Оригиналният текст, както и този превод, са защитени от Лиценза „Криейтив Комънс – Признание – Споделяне на споделеното“, а за съдържание, създадено преди юни 2009 година – от Лиценза за свободна документация на ГНУ. Прегледайте историята на редакциите на оригиналната страница, както и на преводната страница, за да видите списъка на съавторите. ВАЖНО: Този шаблон се отнася единствено до авторските права върху съдържанието на статията. Добавянето му не отменя изискването да се посочват конкретни източници на твърденията, които да бъдат благонадеждни. |